# Дикарів Митрофан Олексійович
Дикарів Митрофан Олексійович (також варіанти прізвища — Дикарев, Дикарєв, псевдоніми — М. Крамаренко, М. Крамар; 31 травня (12 червня) 1854, село Борисівка на Східній Слобожанщині, тепер Бєлгородська область, РФ — 14 (26) листопада 1899, Катеринодар, тепер Краснодар, РФ) — український і російський фольклорист, етнограф, мовознавець, дійсний член НТШ (з 1899).

## Біографія
Митрофан Дикарів народився 31 травня (12 червня) 1854 року у селі Борисівка Валуйського повіту Воронізької губернії (тепер село у Валуйському районі Бєлгородської області РФ) в родині диякона. Рідне село М. Дикарєва розташоване на українсько-російському мовному пограниччі, і в автобіографії він писав, що його батьки «і по мові, і по симпатіям, і по світогляду завжди були щирими українцями».
Закінчив Бірючинське духовне училище, після чого навчався у Воронезькій духовній семінарії, з якої був виключений на третьому році навчання після того, як його було звинувачено у «державному злочині» та «неблагонадійності» (він читав та розповсюджував серед товаришів книги революційного змісту). У семінарії він написав першу статтю «Мандрують», опублікувавши її в часопису «Воронежскія Губернскія Вѣдомости» (1876). З 1876 року М. Дикарев тривалий час перебивався випадковими за- робітками то із селянської праці, то з приватних лекцій, змушений був працювати волосним писарем по селах, потерпав від постійних нестатків.
Весь свій талант віддав Митрофан Дикарів справі вивчення життя українського народу на найсхідніших околицях рідної української землі — на Східній Слобожанщині (своїй батьківщині) та Кубані. Етнографічне дослідження Воронізької губернії розпочав Митрофан Дикарів своєю працею «Прислів'я, приказки, прикмети і повір'я Воронізької губернії». Багато він зробив і для збереження для нащадків безцінних відомостей з життя українців Кубані у ХІХ столітті. Не маючи можливості друкуватися у Росії, де з 1863-го року було заборонено українське друковане слово, Митрофан Дикарів видає свої праці у Львові, завдяки щирій допомозі місцевих українських науковців з Наукового Товариства імені Шевченка, і серед цих праць Дикарева однією з найвідоміших є «Чорноморські народні казки й анекдоти», що побачили вперше світ у 1896 році.
З цього часу до кінця свого недовгого життя Митрофан Дикарів є активним учасником патріотичного кола діячів української культури, у якому поєднували свій талант та творчість найкращі сини Східної та Західної України — Михайло Грушевський, Іван Франко, Володимир Гнатюк, Федір Вовк, Олександр Кониський, Борис Грінченко. З ними листується і Митрофан Дикарів, листи свої та праці пише він українською мовою, і навіть використовує іноді замість свого зросійщеного владою прізвища, український псевдонім М. Крамаренко, яким підписана частина його етнографічних творів.
Віддавши значну частину свого життя дослідженню народної культури українців Кубані, не забував Митрофан Дикарів і про рідну Східну Слобожанщину, проводячи постійно паралелі у своїх працях між побутом та життям українців Кубані та Східної Слобожанщини, та доводячи таким чином, на багатьох прикладах, духовну спорідненість українського життя на Кубані та Слобожанщині. Вказував Дикарів і на той великий вплив, що мала українська культура Південної Вороніжщини на життя та побут росіян Воронізької губернії та губернського міста Воронежу. Цим аспектам поширення української культури серед сусідів-росіян присвятив Митрофан Дикарів свою працю «Нарис Воронізького міщанського говору, порівняно з українсько-руським наріччям». Звичаям українців своєї малої батьківщини присвятив Дикарів ще одну свою працю — «Народний календар Валуйського повіту (Борисівської волості) у Вороніжщині».
Помер Митрофан Дикарів 14 листопада 1899 року в Катеринодарі, бувши на той час архіваріусом Кубанського військового архіву та першим секретарем Товариства аматорів вивчення Кубанської області, яке сам і створив незадовго до власної смерті.

## Літературна і наукова діяльність
У автобіографії М. О. Дикарів писав :
| ...моє життя розпадається на два періоди: 1-й - період запеклої боротьби за шматок хліба, і 2-й - період збирання етнограф(ічного) матеріалу[7]. |
Про свою літературну діяльність М. Дикарів пише:

| Свою літературну діяльність я почав ще в стінах семінарії статтею, сюжет якої був узятий з народного побуту, вміщеній в 1876 р. в «Воронезькому телеграфі» під заголовком «Мандругат» ... У 1891 і 1892 рр.. я видав дві «Пам'ятні книжки Воронезької губ(ерніі)», що становлять одне нероздільне ціле...[7] |
В опублікованих збірниках («Чорноморські народні казки й анекдоти», 1896; «Апокрифи, зібрані в Кубанській області», 1900; «Народний календар Валуйського повіту…», 1909; всі — російською мовою) — чимало лексичного матеріалу, етимологічних екскурсів тощо.
Дикарів займався і мовознавчими проблемами:
- «Нариси воронезького міщанського говору порівняно з україно-російським наріччям» (1891),
- «Малоруське слово „паляниця“ и грецьке „πελαγος“» (1899) та ін.

Низка лінгвістичних праць Дикарева, а також підготовчі матеріали до Словника української мови, залишилися у рукописах. НТШ у Львові видало 1903 «Посмертні писання Митрофана Дикарева з поля фольклору й міфології» з передмовою Івана Франка.

## Пам'ять про М. Дикарева
З великою вдячністю згадують видатного українського науковця на сучасній Кубані, називаючи його часто «основоположником кубанської етнографії». У столиці Кубані, місті Краснодарі, з 2000-го року влаштовуються спеціальні «Дикарівські читання», на яких найкращі дослідники Кубанської землі щорічно спілкуються, обговорюють нові праці з кубанознавства, презентують книжки та вшановують цим пам'ять видатного сина Кубані та Східної Слобожанщини.

## Праці
- Різдвяні святки в станиці Павлівській Єйського одділу на Чорноморії. // Етнографічний збірник Наукового товариства імені Шевченка. Т. І. Львів, 1895. — С. 1-24.
- Чорноморські народні казки й анекдоти. // Етнографічний збірник Наукового товариства імені Шевченка. Т. II. Львів, 1896. — С. 1-53.
- Дикарів М. О. Великдень на Україні і Чорноморії.
- Посмертні писання Митрофана Дикарева з поля фолькльору й мітольогії [Архівовано 1 березня 2017 у Wayback Machine.] / Передмова Івана Франка. — Львів: Накладом НТШ, 1903. — 258 с.. — (Серія: Збірник Фільодогічної секциї Наукового Товариства імени Шевченка., т. VI).